# Grande-Bretagne aux Jeux olympiques de 1912

## Bilan global
La Grande-Bretagne participe aux Jeux olympiques de 1912 à Stockholm. Elle y remporte quarante-une médailles : dix en or, quinze en argent et seize en bronze, se situant à la troisième place des nations au tableau des médailles. La délégation britannique regroupe 274 sportifs qui brillent plus particulièrement en  Tir, en  Natation, en Athlétisme et en  Tennis. Ces quatre sports représentant vingt-neuf médailles sur les quarante et une conquises.

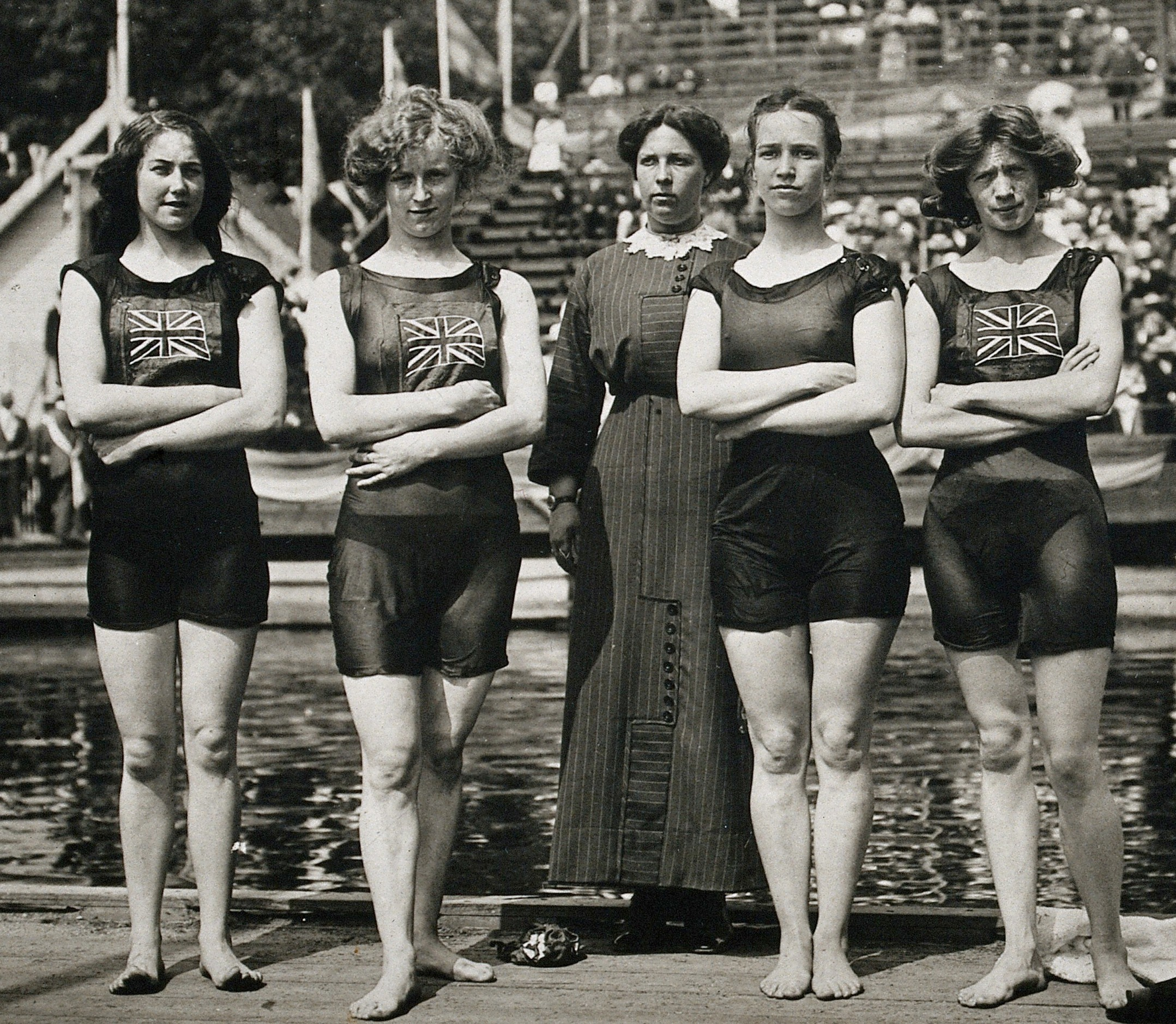
Equipe britannique victorieuse du relais 4 x 100 m nage libre.

| Sport          | Médaille d'or, Jeux olympiques | Médaille d'argent, Jeux olympiques | Médaille de bronze, Jeux olympiques | Total |
| Athlétisme     | 2                              | 1                                  | 5                                   | 8     |
| Aviron         | 2                              | 2                                  | 0                                   | 4     |
| Cyclisme       | 0                              | 2                                  | 0                                   | 2     |
| Escrime        | 0                              | 1                                  | 0                                   | 1     |
| Football       | 1                              | 0                                  | 0                                   | 1     |
| Gymnastique    | 0                              | 0                                  | 1                                   | 1     |
| Natation       | 1                              | 2                                  | 3                                   | 6     |
| Plongeon       | 0                              | 0                                  | 1                                   | 1     |
| Tennis         | 2                              | 2                                  | 2                                   | 6     |
| Tir            | 1                              | 4                                  | 4                                   | 9     |
| Tir à la corde | 0                              | 1                                  | 0                                   | 1     |
| Water-polo     | 1                              | 0                                  | 0                                   | 1     |
|                | 10                             | 15                                 | 16                                  | 41    |

## Tous les médaillés

### Médailles d’or
| Sport                              | Discipline | Sportifs |
| Médailles d’or 10                  | |          |
| Athlétisme                         | |          |
| 1500 mètres                        | Arnold Jackson |          |
| 4 × 100 m                          | David Jacobs, Henry Macintosh, Victor d'Arcy, William Applegarth |          |
| Aviron                             | |          |
| Un rameur - skiff                  | William Kinnear |          |
| Huit de pointe avec barreur        | Edgar Burgess, Sidney Swann, Leslie Wormald Ewart Horsfall, James Gillan, Arthur Garton Alister Kirby, Philip Fleming, Henry Wells                                                                               |          |
| Football                           | |          |
| Equipe                             | Arthur Berry, Ronald Brebner, Thomas Burn Joseph Dines, Edward Hanney, Gordon Hoare Arthur Knight, Henry Littlewort, Douglas McWhirter Ivan Sharpe, Harold Stamper, Harold Walden Vivian Woodward, Gordon Wright |          |
| Natation                           | |          |
| 4 × 100 m nage libre femmes        | Isabella Moore, Jennie Fletcher Annie Speirs, Irene Steer |          |
| Tir                                | |          |
| Petite carabine à 50 m par équipes | Edward Lessimore, Robert Murray Joseph Pepé, William Pimm |          |
| Tennis                             | |          |
| Simple dames                       | Edith Hannam |          |
| Double mixte                       | Edith Hannam, Charles Dixon |          |
| Water polo                         | |          |
| Equipe                             | Charles Bugbee, Charles Sydney Smith, George Thomson Cornet Edwin Arthur Hill, George Wilkinson, Paul Radmilovic Isaac Bentham                                                                                   |          |

### Médailles d’argent
| Sport                              | Discipline | Sportifs |
| Médailles d’argent 15              | |          |
| Athlétisme                         | |          |
| 10 km marche                       | Ernest Webb |          |
| Aviron                             | |          |
| Quatre en pointe avec barreur      | Julius Beresford, Karl Vernon, Charles Rought Herbert Logan, Geoffrey Carr                                                                           |          |
| Huit en pointe avec barreur        | William Fison, William Parker, Thomas Gillepsie Beaufort Burdekin, Frederick Pitman, Arthur Wiggins Charles Littlejohn, Robert Bourne                |          |
| Natation                           | |          |
| 400 m nage libre                   | John Hatfield |          |
| 1500 m nage libre                  | John Hatfield |          |
| Tir                                | |          |
| Carabine à 50 m                    | William Milne |          |
| Carabine par équipes               | Henry Burr, Arthur Fulton, Harcourt Ommundsen Edward Parnell, James Reid, Edward Skilton                                                             |          |
| Petite carabine à 25 m par équipes | William Milne, Joseph Pepé William Pimm, William Styles                                                                                              |          |
| Tir aux pigeons par équipes        | John Butt, William Grosvenor, Harold Humby Alexander Maunder, Charles Palmer, George Whitaker                                                        |          |
| Tir à la corde                     | |          |
| Equipe                             | City of London Police Alexander Munro, John Sewell, John James Shepherd Joseph Dowler, Edwin Mills, Frederick Humphreys Mathias Hynes, Walter Chaffe |          |
| Tennis                             | |          |
| Simple messieurs                   | Charles Dixon |          |
| Double mixte                       | Helen Aitchison, Herbert Roper-Barrett |          |
| Cyclisme                           | |          |
| Course sur route individuelle      | Freddie Grubb |          |
| Course par équipes                 | Freddie Grubb, Leonard Meredith Charles Moss, William Hammond                                                                                        |          |
| Escrime                            | |          |
| Épée par équipes                   | Edgar Seligman, Robert Montgomerie, Percival Davson Arthur Everitt, Sydney Martineau, Martin Holt                                                    |          |

### Médailles de bronze
| Sport                       | Discipline | Sportifs |
| Médailles de bronze 16      | |          |
| Athlétisme                  | |          |
| 200 m                       | William Applegarth |          |
| 3 000 mètres par équipes    | William Cottrill, George Hutson, Cyril Porter Edward Owen, William Moore |          |
| 5 000 m                     | George Hutson |          |
| 4 × 400 m                   | Cyril Seedhouse, George Nicol Ernest Henley, James Soutter |          |
| Cross-country par équipes   | Frederick Hibbins, Ernest Glover, Thomas Humphreys |          |
| Gymnastique                 | |          |
| Concours par équipe         | Albert Betts, William Cowhig, Sidney Cross Harold Dickason, Herbert Drury, Bernard Franklin Leonard Hanson, Samuel Hodgetts, Charles Luck, William MacKune Ronald McLean, Alfred Messenger, Henry Oberholzer, Edward Pepper Edward Potts, Reginald Potts, George Ross, Charles Simmons Arthur Southern, William Titt, Charles Vigurs, Samuel Walker John Whitaker |          |
| Natation                    | |          |
| 400 m hommes                | Percy Courtman |          |
| 4 × 200 m nage libre hommes | William Foster, Thomas Battersby John Hatfield, Henry Taylor |          |
| 100 m femmes                | Jennie Fletcher |          |
| Plongeon                    | |          |
| Plateforme à 10 m femmes    | Isabelle White |          |
| Tennis                      | |          |
| Simples dames               | Mabel Parton |          |
| Double messieurs            | Alfred Beamish, Charles Dixon |          |
| Tir                         | |          |
| Pistolet à 50 m             | Charles Stewart |          |
| Pistolet à 30 m par équipes | Hugh Durant, Albert Kempster Horatio Poulter, Charles Stewart |          |
| Pistolet à 50 m par équipes | Hugh Durant, Albert Kempster Horatio Poulter, Charles Stewart |          |
| Carabine à 50 m             | Harold Burt |          |